# Av edition
Die av edition ist ein Fachverlag, der auf Architektur, Innenarchitektur, Design und Kommunikation im Raum spezialisiert ist.

## Geschichte
Gegründet wurde der Verlag 1992 von dem Architekten Norbert W. Daldrop. Er ist unabhängig und im Besitz der drei Gesellschafter und Verleger Petra Kiedaisch, Bettina Klett und Matthias Hahn. Der Verlag hat seinen Sitz in Stuttgart-West, in einem ehemaligen Druck- und Verlagshaus (Baujahr 1901). Bis 2013 gehörte der Verlag zur Agentur av communication in Ludwigsburg. „av“ steht für »audiovisuelle Medien«.

## Verlagsprogramm
Der Verlag gibt jährlich rund 30 Titel heraus, mehrere davon zweisprachig (Deutsch und Englisch). Er arbeitet eng mit Museen, Institutionen und Hochschulen zusammen. Er ist spezialisiert auf die Bereiche zeitgenössische Architektur, Szenografie, Museums- und Ausstellungsgestaltung, Eventdesign, Produktdesign, Kommunikationsdesign sowie Retail design und -architektur und publiziert in diesen Bereichen Monografien, Ausstellungskataloge, Kompendien, Jahrbücher und Ratgeber.
Zu den Architekten, Ingenieuren und Designern, deren Werke im Verlag av edition publiziert wurden, zählen unter anderem Werner Aisslinger, ARNO Design, der Art Directors Club für Deutschland (ADC), Uwe R. Brückner vom Atelier Brückner, Nikolaus Koliusis, LAVA, Arno Lederer, Licht Kunst Licht, Dieter Rams, Werner Sobek, Kurt Weidemann. Der Verlag kooperiert mit dem aed (Verein zur Förderung von Architektur, Engineering und Design), dem Europäischen Architekturfotografie-Preis Architekturbild, der DASA, dem Design Center Baden-Württemberg, der Ernst-May-Gesellschaft, der Experimenta, dem HfG-Archiv Ulm, der Gesellschaft für Designgeschichte, dem Gutenberg-Museum, dem Künstlerhaus Stuttgart, dem Kunststoff-Museums-Verein, dem Landesmuseum Württemberg, dem MAI Media Architecture Institute, der Mia Seeger Stiftung, dem Deutschen Werkbund, dem Museum Angewandte Kunst (Frankfurt am Main), dem Museum für Gestaltung Zürich, dem Rat für Formgebung, den Raumwelten.
Die meist deutsch-englischsprachigen Bücher werden international in 140 Ländern vertrieben und sind weltweit im Buchhandel erhältlich.